# Assomada
Assomada (portugiesisch Cidade de Assomada) ist Hauptstadt des Verwaltungsbezirks (Concelho) Santa Catarina, auf der Insel Santiago, Kap Verde.
Die Stadt liegt im gebirgigen Landesinneren und ist mit ihren 13.562 Einwohnern (2009), hinter der Hauptstadt Praia und der Hafenstadt Mindelo, die drittgrößte Stadt der Republik Kap Verde.
Als regionales Handelszentrum gibt es in Assomada einen großen Markt für den Bedarf des täglichen Lebens. Zweimal wöchentlich findet zudem ein großer Wochenmarkt statt, den auch Händler weiter entfernter Gemeinden aufsuchen.
Eines der wenigen Museen der Kapverdischen Inseln ist das Museu da Tabanca, das in den 1990er Jahren im Gebäude des alten Grundbuchamtes im Stadtzentrum errichtet wurde und 2011 nach Txan di Tanki (Chão de Tanque) ins Casa do Morgado, einem 2009 restaurierten ländlichen Gutshof aus dem 19. Jahrhundert umgezogen ist.
Neben den Einrichtungen der Bezirksverwaltung Santa Catarina, gibt es in Assomada noch eine weiterführende Schule, das Liceu de Amílcar Cabral. Das örtliche Krankenhaus stellt die medizinische und zahnmedizinische Versorgung der Bevölkerung aus den Gemeinden Santa Catarina, Santa Cruz und Tarrafal sicher.

## Nachbarstädte
- Picos
- Ribeira da Barca

## Söhne und Töchter der Stadt

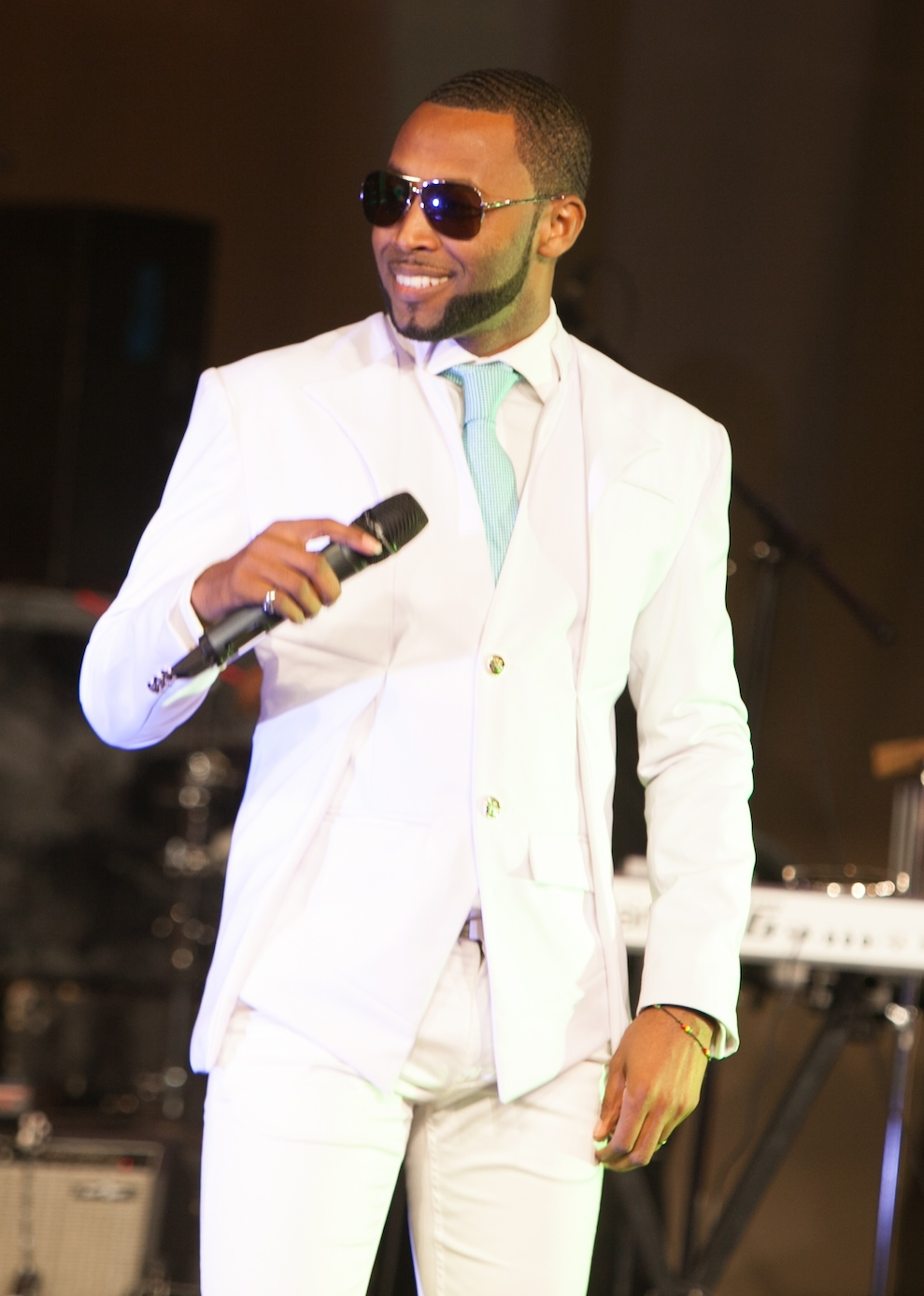
Gilyto Semedo AKA „Mr. Entertainer“ (2012)

- Orlanda Amarílis (1924–2014), Schriftstellerin
- Fernando dos Reis Tavares („Toco“) (* 1940), Unabhängigkeitskämpfer
- Gilyto (* 1976), Popsänger, Tänzer, Komponist und Produzent
- Jovane Cabral (* 1998), Fußballspieler

## Weblinks

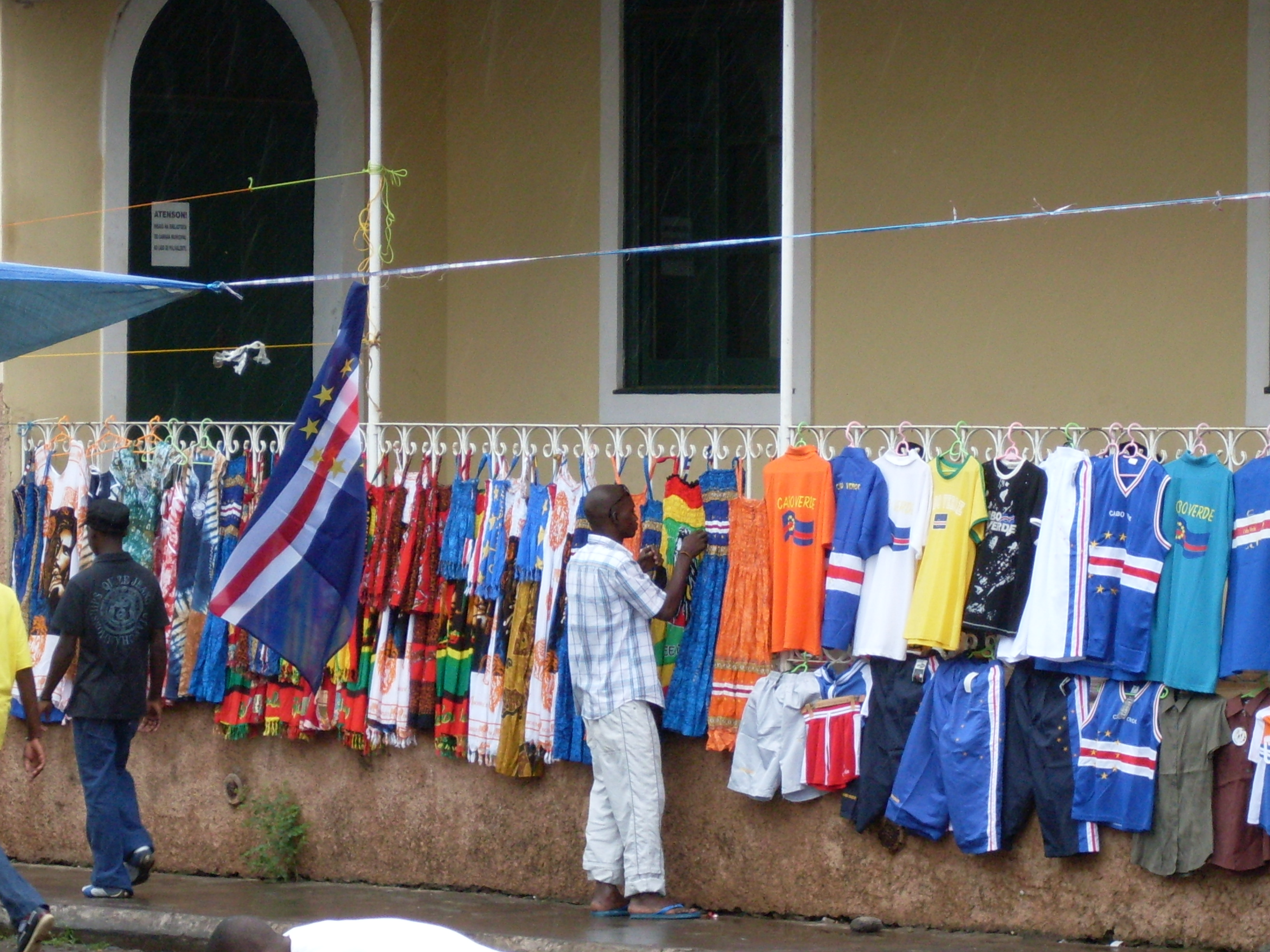
Straßenmarkt in Assomada
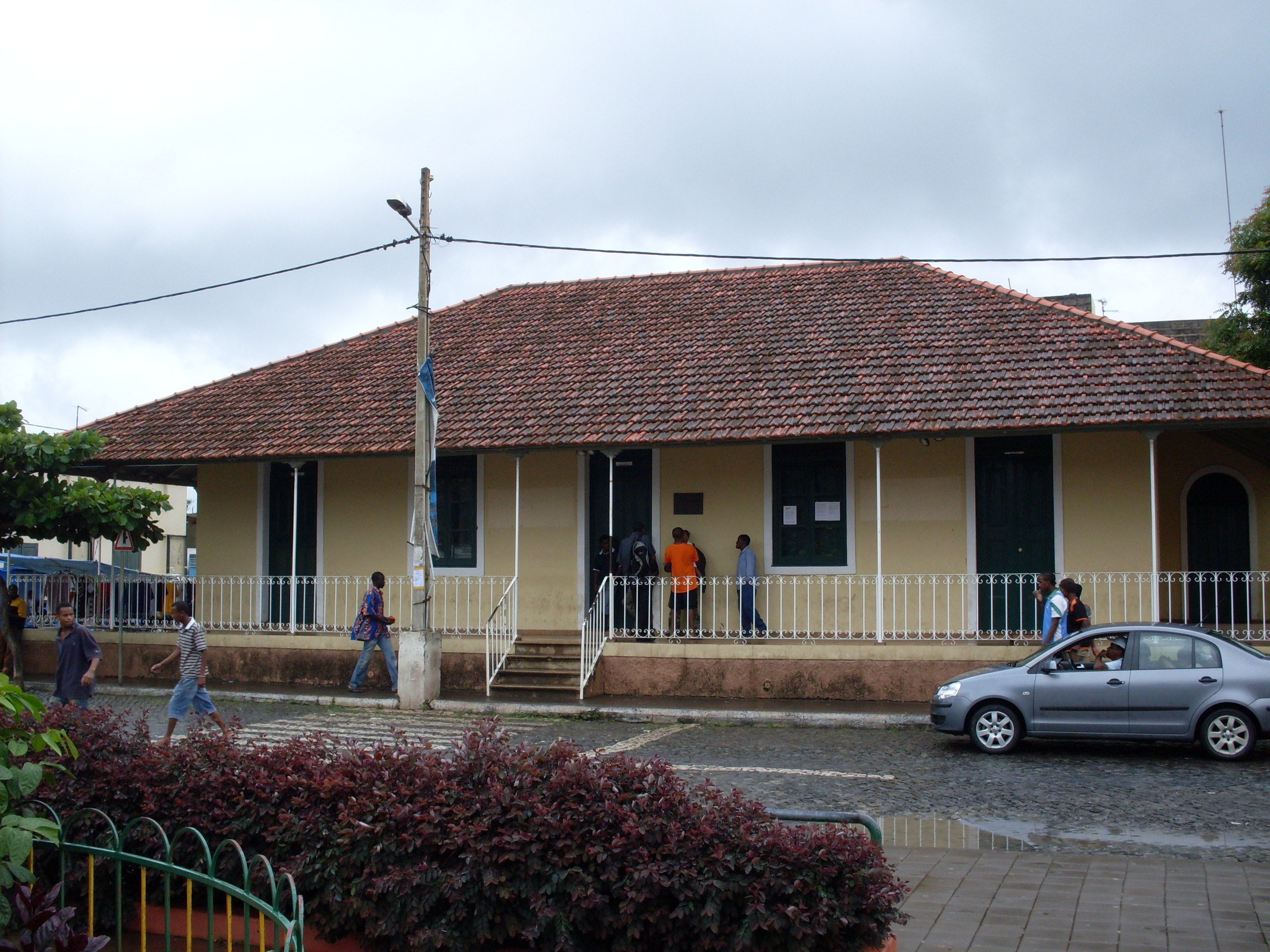
Centro Cultural “Norberto Tavares”